# Cometes festivus
Cometes festivus är en skalbaggsart som beskrevs av Bates 1885. Cometes festivus ingår i släktet Cometes och familjen långhorningar.
Artens utbredningsområde är:
- Costa Rica.
- Panama.

Inga underarter finns listade i Catalogue of Life.